# Tuberculatus yokoyamai
Tuberculatus yokoyamai är en insektsart som först beskrevs av Takahashi, R. 1923.  Tuberculatus yokoyamai ingår i släktet Tuberculatus och familjen långrörsbladlöss. Inga underarter finns listade i Catalogue of Life.